# Кологривов, Дмитрий Михайлович
Дмитрий Михайлович Кологривов (13 марта 1780 — 15 июля 1830) — тайный советник, обер-церемониймейстер (1819), масон, известный в светском обществе весельчак и балагур. Единоутробный брат обер-прокурора А. Н. Голицына, двоюродный брат дипломата Н. Ф. Хитрово.

## Биография
Родился в семье гвардии капитана Михаила Алексеевича Кологривова (ум. 1788) и княгини Александры Александровны Голицыной, урожд. Хитрово (1737—1787). Служил до 1818 года по дипломатическому ведомству, во время Наполеоновских войн состоял при русском посольстве в Гааге. По возвращении в Россию благодаря протекции брата был удостоен ордена св. Анны 1-й степени (1823).
Подобно брату Александру Голицыну, был склонен к озорству и нередко появлялся на публике в женском платье. Принимал участие во всех уличных маскарадах, переодевался в монашенок и чухонок и даже мёл тротуары. Если верить М. И. Пыляеву, Кологривов

доходил до того, что становился в Казанском соборе среди нищих и заводил с ними ссоры, иногда требовавшие вмешательства полиции; раз сварливую чухонку отвели даже на съезжую, где она сбросила свой наряд, и перед ней же извинились.
Спутником Кологривова в его проказах был тучный князь Фёдор Голицын. На одном из голицынских маскарадов Дмитрий Михайлович «пугал всех Наполеоновою маскою и всем его снарядом и походкою, даже его словами». «Ума он был блестящего, — писал о Кологривове В. А. Соллогуб, — и если бы не страсть к шутовству, он мог бы сделать завидную карьеру».

Этот человек был в полном смысле душою общества. Приятный в высшей степени, всегда весёлый, остроумно-шутливый, он часто до слез заставлял смеяться самого серьезного человека. В то же время, он был очень доброго сердца и, как говорили, делал много добра, скрывая его от глаз света. Где только был Дмитрий Михайлович, там уже непременно общество было в самом приятном настроении.— А. П. Беляев
Гранитный саркофаг над могилой Д. М. Кологривова сохранился на самом старом некрополе Александро-Невской лавры.